# Route magistrale 33 (Serbie)
Pour les articles homonymes, voir M33 et Route 33.
La Route Magistrale 33 (en serbe : Државни пут ІВ реда број 33, Državni put IB reda broj 33 ; Магистрала број 33, Magistrala broj 33) est une route nationale de Serbie qui débute près de l'échangeur  Požarevac de l'autoroute A1 passant par les villes serbes de Požarevac, Kučevo, Majdanpek, Negotin jusqu'à la Frontière serbo-bulgare.
À ce jour, elle ne comporte aucune section autoroutière (Voie Rapide en 2 x 2 voies).